# Терманција (жена цара Хонорија)
Eмилиа Матерна Термантиа  (умрла 415) је била друга царица супруга цара Хонорија, западноримског цара .

## Породица
Била је ћерка Стилихона, магистер милитум Западног римског царства, и Серене . Термантија је била сестра Евхерија и Марије . „Де Консулату Стилихонис“ од Клаудијана извештава да је њен неименовани деда по оцу био коњички официр под царем Валенсом, императором Источног римског царства . Орозије појашњава да је њен деда по оцу био романизовани Вандал .  Фрагментарна хроника Јована Антиохијског, монаха из 7. века који се условно поистовећује са Јованом од Седре, сиријски православни патријарх Антиохије од 641. до 648.  назива деду Скитом, вероватно следећи касноантичку праксу да назива све људе који насељавају Понтско-каспијске степе као „Скити“, без обзира на њихов језик. Јероним назива Стилихона полу-варварином, што се тумачи као да је Маријина неименована баба по оцу била Римљанка . 
Клаудијанова песма „У славу Серене“ и Зосимова „Хисториа Нова“ појашњавају да је Маријин деда по мајци био старији Хонорије, брат цара Теодосија I.   Обојица су били синови грофа Теодосија и старије Термантијe, како је разјашњено у „Хисториа Романа“ Павла Ђакона .  Генеалози сматрају да је вероватно да је Марија добила име по њиховој баки по мајци, условно дајући тој баки име „Марија“. 

## Царица
Њена сестра Марија је умрла нешто раније, а Термантија је постала друга Хоноријева жена 408.  О њеном браку је извештавао Зосим . Зосим извештава да су и цар Хонорије и Серена тражили овај брак, док је Стилихон „изгледао да не одобрава ту везу“. Зосима сматра да су обе сестре умрле као девице. 

### Мир са краљем Алариком I
Међутим, венчање би се показало краткотрајним. Стилихон је предложио савез са краљем Алариком I, краљем  Визигота како би наметнуо Хоноријеве претензије на преторијанску префектуру Илирик . Отприлике у време удаје његове ћерке, „Стилихон је био обавештен да је Аларих напустио Епир и, прошавши кроз дефиле који чине пролаз из Паноније у Венецију, разапео свој логор у граду званом Емо, који се налази између Горње Паноније и Норика ... Аларих је изашао из Емоа и прешао реку Аквилис, прешао преко Апенинских планина и ушао у Норик. Апенинске планине се налазе на граници Паноније и чине пут у Норик веома узак, па би, ако би пролаз чувао мали број, велика сила имала је великих потешкоћа да га пређе. Без обзира на ову потешкоћу, Аларих је напредовао у Норик, и одатле послао гласнике код Стилихона, да затражи суму новца не само за његов боравак у Епиру, за који је рекао да је направљен на наговор Стилихона, већ и да плати свој путовање у Норик и Италију . Али Стилихон је, иако је примио посланство, оставио оне који су га донели у Равени, а сам се упутио у Рим, са намером да се посаветује са царем и сенатом о овом питању. 
„Када се сенат окупио у царској палати и одлучивао да ли да објави рат, већина њих је била спремна за рат. Стилихон и неколико других који су му се повиновали само из страха, били су супротног мишљења и гласали су за мир са Алариком. Када су они који су више волели рат тражили од Стилихона његов разлог за тражење мира, а не рата, и због тога је, на срамоту римског имена, био вољан да га купи новцем, он је одговорио: „Аларик је наставио оволико времена у Епиру да се са мном придружи против цара истока, и одвојивши Илире од те власти, дода их Хоноријевим поданицима“. То би, рекао је, било извршено и пре овог периода да у међувремену нису стигла писма од цара Хонорија, која су одложила поход на исток, у ишчекивању којег је краљ Аларих I провео толико времена у тој земљи. Када је Стилихон изговорио ове речи, изнео је посланицу од цара и рекао да је Серена повод свима, желећи да сачува нераскидиво пријатељство између два цара. Сенат је, дакле, замишљајући да Стилихон не говори ништа осим онога што је разумно, одредио да Аларик добије три хиљаде фунти сребра ради одржавања мира, иако је већина њих дала своје гласове више у страху од Стилихона него због сопственог расуђивања или склоности . Из тог разлога, Лампадије, особа узвишеног рода и ранга, изговоривши ову латинску реченицу, „Нон ест иста пак, сед пацтио сервитутис“ („Ово није мир, већ веза ропства“), био је приморан, чим је сенат распуштен, да улети у суседну цркву, која припада хришћанима, из страха да ће бити кажњен за слободу којом се изразио.“ 
„Стилихон, пошто је на овај начин склопио мир са Алариком, веома се озбиљно припремио за његово путовање, како би своје планове спровео у дело. Цар је изјавио, да ће и он кренути из Рима у Равену, да погледа и охрабри војску, посебно пошто је тако моћан непријатељ стигао у Италију. Ипак, он то није рекао из сопствене склоности, већ га је на то подстакнула Серена. Јер она је желела да живи у сигурнијем граду, да, ако Аларик прекрши уговор и нападне Рим, не би заробио цара. Она је била ревноснија за његову безбедност, јер је њена безбедност зависила од његове. Стилихон је, међутим, био веома несклон царевом путовању у Равену, смислио је многе препреке да га спречи. Како цар, упркос томе, није хтео да мења своје намере, али је ипак био одлучан на свом путу, Сарус, варварин и капетан чете варвара у Равени, подигао је побуну пред градом на подстицај Стилихона. Његов план заправо није био да доведе ствари у забуну, већ да одврати цара од доласка у Равену. Али пошто је цар истрајавао у својој одлуци, Јустинијан, одличан адвокат у Риму, кога је Стилихон изабрао за свог помоћника и саветника, због проницљивости свог расуђивања, створио је скоро претпоставку о нацрту због којег је цар направио то путовање, и да су војници у Тицинуму, који су били незадовољни Стилихоном, када је цар стигао тамо, довели би га у околности велике опасности. Стога га је непрестано саветовао да одвраћа цара од својих садашњих намера. Али када је Јустинијан открио да цар неће послушати савет Стилихона, оставио га је, да не би због познанства са Стилихоном учествовао у његовим несрећама.“ 

### Смрт цара Аркадија
„Пре овог тренутка у Риму је кружио извештај да је цар Аркадије мртав, што је потврђено после Аркадијевог одласка у Равену. Пошто је Стилихон био у Равени док је цар био у граду Емилији, званом Бононија, удаљеном око седамдесет миља, цар је послао по њега да укори војнике, који су се успут побунили. Стилихон је, дакле, сакупио побуњене трупе, обавестио их да му је цар заповедио да их исправи због њихове непослушности и да их казни десетком или погуби сваког десетог човека. На то су били толико запрепаштени, да су бризнули у плач, и желећи да се сажали на њих, натераше га да им обећа помиловање од цара. Пошто је цар извршио оно што је Стилихон обећао, они су се посветили јавним пословима.“ 
„Јер Стилихон је желео да крене на исток да преузме управљање пословима цара Теодосија II, Аркадијевог сина, који је био веома млад и којем је недостајао старатељ. И сам цар Хонорије је такође био склон да предузме исто путовање, са намером да обезбеди власт тог цара. Али Стилихон, који је био незадовољан због тога, и изложивши пред цара калкулацију огромне суме новца која би била потребна да покрије трошкове таквог похода, одвратио га је од подухвата. Такође му је предочио да Константинова побуна неће дозволити да иде тако далеко, јер би остали незаштићени Италија и сам Рим, пошто је тај узурпатор прегазио целу Галију, а затим боравио у Арлу . Штавише, иако је оно што је истакао било довољно да заслужи пажњу и присуство цара, краљ Аларих I се такође приближавао са огромном силом Варвара, који је, будући да је варварин и без вере, требало да нађе Италију лишену сваке помоћи., сигурно би га напао. Он је, дакле, сматрао најбољом политиком и најповољнијом за јавну корист, да краљ Аларих I предузме експедицију против побуњеног Константина заједно са делом својих варвара и неким римским легијама са својим официрима, који треба да учествују у рату. Стилихон је додао да ће он сам кренути на исток, ако цар то буде желео, и да ће му дати упутства како да тамо поступа.“ 
„Император, обманут овим лажним Стилихоновим приказима, даде му писма и источном цару и Алариху, и оде из Бононије. Али Стилихон је остао тамо, и није отишао на исток, нити је урадио било шта друго што је било замишљено. Није чак послао ниједног од војника, који су били у Тицинуму, у Равену или било које друго место, да не би узгред срели цара и подстакли га да учини било шта на штету себе.” 

### Олимпијска завера
„Стилихон, који је био у оваквим околностима, иако није био свестан било какве зле намере ни против цара ни против војника, Олимпије, родом из околине Еуксинског мора, и официр дворске страже, сакривао је под маском хришћанске вере најгнусније намере у његовом срцу. Будући да је навикао, због своје погођене скромности и благог држања, да често разговара са царем, употребио је много огорчених израза против Стилихона и изјавио је да жели да крене на исток, само да би стекао прилику да уклонии младог Теодосија и да преда царство у руке свог сина Евхерија. Ова запажања изнео је цару док су путовали, имајући тада добру прилику да то учини.“ 
„А када је цар био у Тицину, Олимпије је, навикавши се да посећује болесне војнике, што је било ремек дело његовог лицемерја, распршио међу њима, такође, сличне инсинуације. Када је цар био у Тицинуму четири дана, а сви војници сазвани у двор, цар се појави пред њима да их подстакне на рат против побуњеника Константина. Откривши да нико од њих није био дирнут ни на шта у односу на Стилихона, примећено је да Олимпијо климне војницима, као да их подсећа на оно што им је рекао насамо. На то су се готово до лудила узбудили и убили Лименија, који је био префект двора у народима иза Алпа, а са њим и Хариобауда, команданта легија у тим крајевима. Јер ова двојица су случајно побегли из руку узурпатора и дошли су код цара у Тицин. Поред ове двојице погинули су Винцентије и Салвије, први, заповедник коњице, а други од дворске гарде. Како се метеж повећавао, цар се повукао у палату, а неки од магистрата су побегли. Војници су се затим разишли по граду, побили што више магистрата до којих су могли доћи, истргнувши их из кућа у које су побегли, и опљачкали цео град. Узбуна је била толико силовита да је цар, сматрајући да је неред нелечив, обукао кратку мантију, и без своје дугачке хаљине или дијадеме, излазио усред града, имао је великих потешкоћа да смири и обузда њихов бес. Јер они магистрати који су одведени и после бекства су убијени. Међу њима су били Неморије, заповедник дворских чета, Петроније, благајник и управник цареве приватне имовине, и Салвије, чија је дужност била да у свакој прилици проглашава царске намере, а тај је официр носио титулу квестора од Константиновог времена. Нити је овај могао избећи смрт, иако је пригрлио царева колена. Неред је трајао до касно у ноћ, а цар се плашећи да се не изврши насиље и над његовом личношћу, због чега се повукао. Тада су случајно пронашли Лонгинијана, префекта италијанског суда, кога су убили. Све ове магистрате побили су разбеснели војници. Такође је изгинуо толики број промискуитетних особа колико се не може рачунати.“ 
„Када су сазнања о томе стигла до Стилихона, који је тада био у Бононији, био је веома узнемирен. Позвавши, дакле, све команданте својих савезничких Варвара, који су били са њим, предложио је консултације о томе које мере би било најпаметније предузети. Заједничким пристанком договорено је да ако цар буде убијен, што је још било сумњиво, да се сви конфедеративни Варвари удруже и одмах падну на римске војнике, и на тај начин упозоре све остале да буду умеренији. и покорнији. Али ако је цар био безбедан, иако су магистрати били одсечени, организатори немира су морали да буду осуђени на казну. Такав је био резултат саветовања Стилихона са својим Варварима. Када су сазнали да царевој личности није било увреде, Стилихон је одлучио да не кажњава или исправља војнике, већ да се врати у Равену. Јер размишљао је и о броју војника, и о томе да му цар није био непоколебљив пријатељ. Нити је сматрао да је ни часно ни безбедно хушкати Варваре на римску војску.“ 

### Пропаст Стилихона
„Будући да је Стилихон, дакле, испуњен забринутошћу због ових околности, Варвари који су били с њим били су веома жељни да спроведу своје раније одлуке, и стога су настојали да га одврате од мера за које је касније сматрао да треба да буду усвојене. Али пошто нису могли да га превладају, сви су одлучили да остану на неком месту док не буду боље упознати са царевим осећањима према Стилихону, са изузетком Саруса, који је надмашио све остале савезнике по моћи и рангу, и који је у пратњи Варвари под његовом командом, пошто су побили све Хуне који су чинили стражу Стилихона док су спавали, и заузевши све кочије које су га пратиле, ушао је у његов шатор, у коме је остао да посматра догађај. На то је Стилихон, приметивши да се његови Варвари међусобно свађају, похитао у Равену и ангажовао градове, у којима су биле жене или деца варвара, да не приуште ниједном од Варвара да им да дођу код њих." 
„У међувремену, Олимпије, који је сада постао господар цареве склоности, послао је царски налог војницима у Равену, наредивши им да одмах ухвате Стилихона и да га без окова држе у тамници. Када је Стилихон то чуо, склонио се у једну хришћанску цркву која је била близу, док је била ноћ. Његови Варвари и други његови познаници, који су, са његовим слугама, сви били наоружани, када су то видели, очекивали су шта ће уследити. Када је дан наступио, војници, улазећи у цркву, заклели су се пред епископом, да им је цар наредио да не убију Стилихона, већ да га држе у притвору. Изведена из цркве и у чувању војника, друга писма су достављена од стране особе која је донела прва, у којима је изречена смртна казна против Стилихона, због његових злочина над народом. Тако је, док је Еухерије, његов син, бежао према Риму, Стилихон одведен на погубљење. Варвари који су му присуствовали, са својим слугама и другим пријатељима и рођацима, којих је било много, спремајући се и решавајући да га избаве од удара, Стилихон их је одвратио од покушаја свих замисливих претњи и мирно положио свој врат под мач. Био је најумеренији и најправеднији од свих људи који су имали велики ауторитет у своје време. Јер, иако је био ожењен синовицом првог Теодосија, поверио му је царство оба своја сина, и био је командант двадесет три године, ипак никада није доделио војни чин за новац, нити је пожелео војничку стипендију за његову сопствену употребу. Пошто је био отац једног сина јединца, понудио му је функцију трибуна нотаријата, и није га ограничио да жели нити покушава да добије било какву другу функцију или овлашћење. Да ниједна студиозна особа, или астролози, можда не знају за време његове смрти, испричаћу да се то догодило у конзулату Басуса и Филипа, током којег се цар Аркадије покорио судбини, двадесет другог дана август.“ 
„После Стилихонове смрти, свим пословима двора управљао је Олимпије по сопственом нахођењу и склоности. Поседовао је и канцеларију магистра, односно управника двора, док је осталим функцијама располагао цар на његову препоруку. У међувремену, претресени су не само сви Стилихонови пријатељи, већ и сви други који су имали било каквог обзира. Међу њима је испитан Дутерије, који је командовао стражом царске одаје, као и Петрус, нотарски трибун. Они су јавно стављени на мучење да би их натерали на неко признање у односу на Стилихона; али пошто нису ништа рекли ни против њега ни против себе, Олимпијије је био разочаран његовим ставовима. Он је, међутим, учинио да их батинама до смрти туку. Иако су многи други, за које се сумњало да су присталице Стилихонове, и који су били упознати са његовим плановима, били испитани и стављени на мучење да би их навели да признају сазнање о његовој амбицији да буде цар; али пошто нико од њих није хтео да учини такво признање, испитивачи су на крају одустали од свог подухвата.“ 

### Развод од Термантие
„У међувремену, цар Хонорије је наредио да се његова жена Термантија скине са царског престола и да се врати својој мајци, која је ипак била без сумње. Такође је наредио да се Еухирије, син Стилихона, потражи и погуби. Пошто су га нашли у цркви у Риму, у коју је побегао да би тражио уточиште, нису га узнемиравали због поштовања према месту.“ 
У немирима који су уследили, широм Италије побијене су жене и деца федералаца. Природна последица свега овога била је да су ови људи, у броју од 30.000, хрлили у Алариков логор, галећи да буду вођени против својих кукавичких непријатеља. Сходно томе их је повео преко Јулијских Алпа и септембра 408. стао пред зидине Рима (сада без способног генерала попут Стилихона као браниоца) и започео строгу блокаду. 
„Дакле, да Арсације и Тарентије, два евнуха, нису пожурили да из тих крајева доведу Евхерија, сина Стилихоновог, у Рим на погубљење по царевој заповести, младић би сигурно пао у руке Алариху., и био би спасен. Пошто су евнуси испунили наређења која су им била дата у том смислу, и предавши Термантију, жену Хоноријеву, њеној мајци, отидоше морем цару у Галију Келтику, где је он тада боравио, јер нису могли да оду  истим путем којим су дошли. Из тих разлога, цар је замислио да треба да добро служи народу тако што ће наградити ова два евнуха за њихове велике подвиге у враћању Термантије њеној мајци и убијању Евхерија, поставио је Тарентија за царског коморника и дао следећег пост под њим до Арсација. Пошто је потом одсекао Батанарија, који је био командант трупа у великој Либији, и који се оженио сестром Стилихона, дао је ту заповест Ираклијану, особи која је убила Стилихона и која је примила ову част као накнаду за свој поступак." 

## Смрт
Наводи се да се Термантиа вратила под старатељство своје мајке 408. године. Током дуготрајне опсаде Рима од стране Аларика, Серена је лажно оптужена за заверу са Визиготима и погубљена уз одобрење њене  рођаке по оцу Гале Плацидије . Зосим не помиње улогу Термантије у афери. Зосим је био паган и приписује погубљење Серене божанској казни, јер је Серена оскрнавила храм Реје 394. године. Једна старица, последња од Весталских Девица, наводно је проклела Серену и њену породицу.
„Када је Аларик био у близини Рима, опседајући његове становнике, сенат је посумњао у Серену да је довела Варваре против њиховог града. Цео сенат, дакле, са Плацидијом, царевом сестром, сматрао је да је у реду да она претрпи смрт, јер је узрок садашње несреће. Они су приметили да ће се „Аларик, пошто Серена буде уклоњена, повући из града, јер неће остати особа од које се може надати да ће град бити издат у његове руке“. Ова сумња је у стварности била неоснована, јер Серена никада није имала такве намере... Међутим, Серенина смрт није уклонила Алариха из опсаде, али је блокирао капије свуда унаоколо, и заузевши реку Тибар, спречио је долазак потрепштина из луке у град.“ 
Хроникон Пасхале бележи да је вест о Термантијиној смрти стигла у Цариград 30. јула 415. године. Претпоставља се да је умрла месецима раније.  Њен муж се никада није поново оженио. Хонорије је умро без деце 423. године.